# Ал-Хамар
Ал-Хамар или Хор ал-Хамар (на арабски: هور الحمّار) е сладководно езеро в Ирак в басейна на най-долното течение на река Ефрат и река Шат ал-Араб с дължина от запад на изток около 120 km, ширина – до 20 km и площ от 600 до 1350 km². Езерото е обкръжено от заблатени земи, силно обрасли с тръстика. От запад в него се влива един десен ръкав на река Ефрат, а от югоизточната му част изтича изкуствено прокопан канал, вливащ се в река Шат ал-Араб при град Басра. Дълбочината му е около 1 – 2 m, но през април и май по време на пълноводието на Ефрат, нивото му се повишава, а дълбочината увеличава. В източната си по-дълбока част е плавателно за плитко газещи речни съдове. Езерото се е образувало през 5-и век, когато по време на голямо наводнение, предизвикано от река Ефрат, са били пробити ограждащите диги и низината между градовете Басра и Сук еш-Шуюх се оказала наводнена.